# Villadia nelsonii
Villadia nelsonii är en fetbladsväxtart som beskrevs av Joseph Nelson Rose. Villadia nelsonii ingår i släktet Villadia och familjen fetbladsväxter. Inga underarter finns listade i Catalogue of Life.